# ヒーローサークル
ヒーローサークル（朝: 히어로 써클、英: Hero Circle）は、韓国のスタジオTNTが制作した、2020年のアニメーション。

## ストーリー
5人の主な子供たちはポポ・スクールと呼ばれる学校に住んでいる。主人公のテオと彼の4人の友達、ヴィンセント、セナ、ラッキーやディノは日常のことをする学生。ヒーローサークルに住んでいた、部たちを訪問とトラブルが必要なときはいつでも助けてください。

## 登場人物

### 主人公
テオ (태오)
声 - チョ・ヒョンジョン

セナ (세나)
声 - ヨ・ミンジョン

ヴィンセント (빈센트)
声 - ヤン・ジョンファ

ラッキー (럭키)
声 - ジョン・ハリ

ディノ (디노)
声 - キム・ウナ

### 職員
バウシュタイン (바우슈타인)
声 - 박주광
サム (샘)

### 学生
デビー (데비)
声 - ジャン・イェナ
ボニー (보니)
声 - キム・ウナ
マーヴィン (마빈)

テスリー (테슬리)

バンド学生たち

チェスター (체스터)

デューク (듀크)

サイモン (사이먼)
マーフィ (머피)

マコ&ユコ (마코과 유코)

エド&ネッド (에드과 네드)

キャットチョップ (캣촙)

バウジュニア (바우주니어)

ユージン (유진)

オカル&カルト (오컬&컬트)

スティーブ (스티브)

チアリーダー3人組

シンディ (신디)

ウェンディ (웬디)

ステファニー (스테파니)

パパキャット (파파캣)

アンディ (앤디)

ティーミー (티미)

ロボット3人組

レッド (레드)

ブルー (블루)

ブラック (블랙)

ドイル (도일)

ジェニファー (제니퍼)

### 魔界
カラーミティ・シスターズ (칼라미티 시스터즈)

カラー (칼라)

ミティ (미티)

リリス (리리스)

魔王 (마왕)

### 悪党
イカ怪物 (오징어 괴물)

エイリアンたち (외계인들)

下水道怪物 (하수구 괴물)

ティーチ (티치)

いじめっ子吸血鬼たち (양아치 뱀파이어들)

### 主人公の家族
ヴラド (블라드)

神 (신)

### その他
チューバー (튜버)

カウマン (카우맨)

ハムコン (햄콩이)

グレイハム (그레이햄)

## スタッフ
- 제작지원: 방송통신위원회, 방송통신발전기금
- 책임 프로듀서: 안소진
- 프로듀서: 이민수
- 총괄 프로듀서: 이호진
- 총감독: 한수연
- 기획: 이호진, 한수연
- 라인 프로듀서: 임선민
- 기획 프로듀서: Antony Gusscott
- 시나리오: 이호진, 한수연
- 조연출: 이수진, 이한솔, 태예솜
- 스토리보드: 임경원, 박정훈, 최화신
- 아트디렉터: 창지웅
- 컬러 디자인: Gael Becu
- 캐릭터 / 배경 디자인: 이유진, 장동은
- 해외사업: 이재영
- 애니메이션: 윤창대, 하태경
- 애니메이션 외부제작
  - 스튜디오 노드: 손상철, 정영미, 황인철
  - WP Animation: Wilmor Z. Perico
- 음악: 김정아(사운즈쿨)
- 오프닝 / 엔딩곡 작곡: 김정아, 윤주현
- 오프닝 / 엔딩곡 작사: 이호진, 한수연
- BGM: 김정아, 박진현, 윤주현, 최창국
- 오프닝곡 노래: 장예나, 도우미
- 엔딩곡 노래: 이일송
- 기타: 서유원, 고태영
- 음향효과: 양성규 (라퓨타 뮤직)
- 녹음 / 믹싱: 강희중, 부유정 (POPES)
- 음향 감독 / 기술 감독: 정민희
- 연출: 전경진
- 제작지원: 한국콘텐츠진흥원
- 기획: EBS
- 제작: EBS / Studio TNT